# 五百木良三

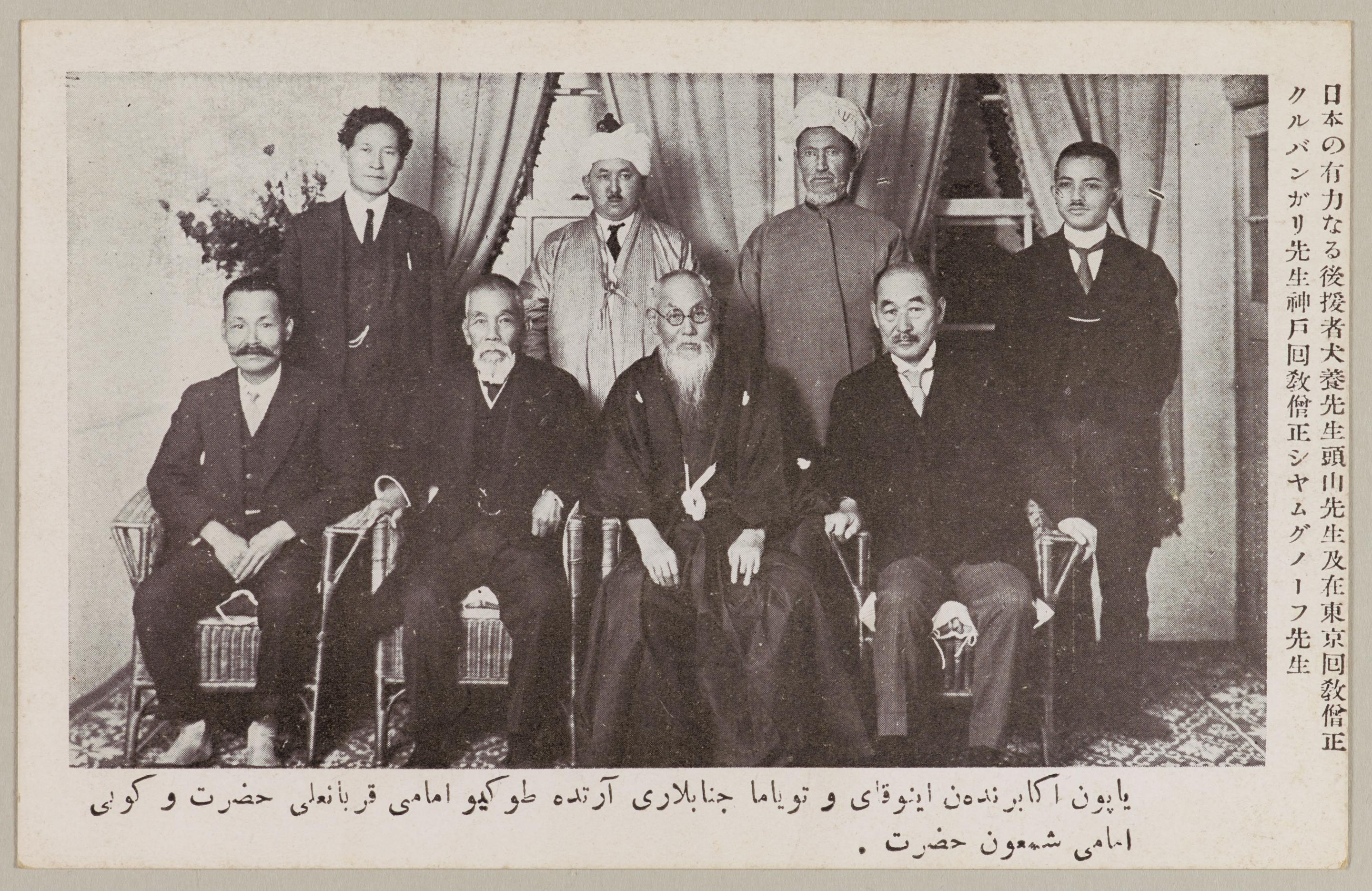
前列左から、五百木良三、犬養毅、頭山満、古島一雄

五百木 良三（いおき りょうぞう、明治3年12月14日（1871年2月3日） - 昭和12年（1937年）6月14日）は、日本の国粋主義者。俳号は飄亭。

## 人物
伊予国温泉郡小坂村新場所（現・愛媛県松山市日の出町）の生まれ。明治18年（1885年）松山県立医学校に入学した。明治20年（1887年）大阪に出て、今橋の町医者のもとに寄寓し、医務手伝いのかたわら勉学にはげみ、19歳で医術開業の免許を得たが、その志は「病を癒さんより国を癒すの医」たらんとするものであった。
明治22年（1889年）上京して、旧藩主久松家の設立になる東京学生寮でドイツ語の研究に専心し、正岡子規と文学を論じ、子規から俳句の指導をうけた。明治23年（1890年）徴兵に合格し、陸軍看護長に採用され、青山の近衛連隊に入営し、明治25年（1892年）まで軍隊生活をおくった。日清戦争で明治27年（1894年）6月、第五師団にしたがって出征し、筆名「大骨坊」で従軍日記を「日本」に1年間連載した。
帰国後、明治28年（1895年）「日本」に入社し、陸羯南と活躍し、明治29年（1896年）近衛篤麿を擁して国民同盟会を結成し（明治33年（1900年））、中国の保全を主張した。篤麿のもとで「東洋」を発行し、対アジア対策をあきらかにした。明治34年（1901年）「日本」編集長となって対外硬派として論を展開し、明治36年（1903年）退社し、桜田倶楽部同人として対露同志会に力をつくし、明治37年（1904年）の日露戦争開戦に影響させた。
明治38年（1905年）9月5日日露講和条約議定書の調印にたいして東京日比谷に国民大会をひらき、講和条件不服、条約破棄の世論を呼び起こした。大正2年（1913年）内田良平その他と対支連合会をおこし、大正3年（1914年）国民義会を結成し、大正4年（1915年）大隈内閣の密命をうけて満州にはいり、昭和4年（1929年）政教社にはいって「日本及日本人」を主宰した。墓所は多磨霊園。